# CHEV Handball Diekirch
Il CHEV Handball Diekirch è una squadra di pallamano maschile lussemburghese con sede a Diekirch.

## Palmarès

### Titoli nazionali
- Campionato lussemburghese: 1
  - 1992-93.